# 公事
公事（くじ、くうじ、おほやけごと）とは日本史における用語の1つで、下記の意味で用いられている。
- 政務としての「公事」 - 古代・中世において、朝廷における政務及びそれに関連した儀式（朝儀）。
- 賦課としての「公事」 - 古代・中世において、荘園や公領、座などにおいて臨時に課せられた賦課。年貢・所当以外の雑税全般を呼ぶ場合と雑公事に限定して呼称する場合がある。
- 訴訟としての「公事」 - 中世・近世における裁判・訴訟、特に民事訴訟のこと。

## 政務としての公事
「公事」は、本来は朝廷における政務一般を指した。
『周礼』に「公事不私議」（曲礼・下）という文言があり、中国大陸からの律令制の導入とともに用いられた言葉であったと考えられている。また、狭義においては国司が租庸調などの租税徴収及び財政収支を記録するために作成した四度公文（大計帳・正税帳・調帳・朝集帳）を勘会（監査）することも「公事」と称した。
平安時代中葉以後、朝廷政治の儀式化が進み、節会や除目などの四季折々に行われる年中行事の運営が朝廷における政務の主たる部分を占めるようになっていき、それに、陣定などの評定や訴訟が組み合わせられていった。こうした一連の年中行事を主体とした朝廷の政務および関連儀式そのものを「公事」と称した。
公事は、天皇または治天の君を主催者として上卿と呼ばれる奉行（運営責任者）を務める公卿を中心とした公卿とこれを事務面で補佐する弁官・外記・史などの官人が『延喜式』などの法令や『貞観儀式』や『西宮記』・『北山抄』に対する公私各種の儀式書に基づいて行われてきたが、官司請負制の確立によって公家の家柄の固定化や官職の世襲化が進行した。
その中で、公家たちの間で公事に関する知識を日記などに記し、あるいは、それをまとめて書物の形式で子孫に継承しようとする家が現れた（日記の家）。こうした知識の累積が、やがて学問として体系化されて有職故実へと発展していくことになる。
しかし、鎌倉時代以後、朝廷の実権が次第に低下するにともなって、各種の「公事」を維持するための政治的・財政的な裏付けを失っていき、多くの公事が縮小・簡略化され、あるものは廃絶するに至った。
南北朝時代から室町時代にかけての二条良基の『公事五十番歌合』や一条兼良の『公事根源』など公家による有職故実書作成の背景には公事復興による朝廷の権威回復の意図を有していたが、応仁の乱以後の公事はまったく名目化してしまった。

## 賦課としての公事

### 概要
中世においては、年貢・所当・官物と呼ばれた租税を除いた全ての雑税を指して「公事」と呼ばれた。由来は平安時代中期に行われた庸や調に替わる朝廷からの臨時の賦課であったが、荘園公領制の確立とともに荘園・公領・座などでも徴収されるようになり、太閤検地による新たな租税体系確立まで続いた。
公事を分類する方法は様々である。賦課を行う主体によって、勅事（勅役）・院事（院役）・国事（国役）・神事（神役）・仏事（仏役）・天役・本所役・本家約・預所役・下司役・武家役・地頭役・守護役などがある。賦課を負担する対象となる主体によって百姓役・田堵役・名役・荘役・御家人役・守護役・受領役・下司役・預所役・家司役・本所役などがある（重複しているものもあるが、間違いではなく中間的身分にある者は賦課する主体にも負担する対象にも成り得たことを意味している）。更に負担する対象となる賦課によって御家人役・荘役・警固役・人夫役・段銭・棟別・人別・間別・牛別・帆別・山手・川手・浦役・関銭・津料・市庭銭・座銭・節料・一献料（礼銭)などに分けられる。更に賦課の基準によって名別・在家別・反別の区別があり（ただし、本来は人身に対する名別であり、在家別のような家屋（及び附属する宅地・田畠・住民をセットとする）に基づく賦課や反別のような土地に基づく賦課は後世に発生したものである）、そして負担の具体的内容より労働によって奉仕を行う「夫役 」とそれ以外の「雑公事（ぞうくじ）」（「万雑公事（まんぞうくじ）」）に分けられる。雑公事の事を単に「公事」と呼んで年貢・所当及び夫役と区別する。雑公事は主として現地における特産物やその加工品（例:白米・酒・油・餅・麦・魚・薪・秣・野菜・漆・紙・薦）の形で納付されたが、後には代銭納などの金銭の形で納められる場合が多くなった。

### 公事の租税化
政務における公事の一環としての年中行事が整備されてきたのと同じ平安時代中期には、租庸調・雑徭を基本とする律令制の租税体系が解体したため、公事を含めた朝廷の運営費用は諸国の国司である受領が負担を請負う図式となった。恒例の行事については、庸や調を継承したとされる年料・率分によって賄われ、臨時の行事については行事所や蔵人所が召物・所課などの形式で諸国に負担を配分した。更に内裏や寺社の修理造営に対する負担も公事の一環として諸国の受領に負担を配分したが、その際に受領が自己負担で賄いきれない部分を臨時雑役・国役の名目で民衆に負担させることが許容された（「国衙公事」）。こうした公事を名目として本来の賦課である年貢・所当・官物とは別個に賦課される租税のことを「公事」（「公用」とも）と称するようになった。12世紀に入ると、伊勢神宮役夫工米・造内裏役・大嘗会役・造野宮役・公卿勅使役など「七箇公事」「八箇公事」と称される一国平均役が成立することになった。

### 公事の拡大
12世紀に入り、荘園公領制が確立されていくとともに荘園においても荘園領主である公家や寺社が朝廷に対して一国平均役などの自己荘園の賦課免除の申請と荘園と公領に両属していた農民層を自己の荘民として取り込んでいく一方で、自己の年中行事や法会など臨時の行事の際に恒例の年貢とともに「公事」を徴収するようになった。また、荘園領主の許に徴収した年貢・公事などを運上する人夫役や関連した施設の警固や修繕を行う際にも荘民に対して臨時の徴用を行う場合があり、それもまた「公事」と称した。公事は荘園領主や領主に代わって経営を行う預所が検注を行って 本在家（もしくは名主）を確定させ、在家役（あるいは名役）としてこれを賦課した。
更に国司・目代・在庁官人によって運営されている国衙機構においても国司の館の警固や国分寺・一宮の修繕などを自己の管轄下にあった国衙領に負担を求めるようになり、荘園と同様に検注が行われて在家役として「公事」が課役された。
公事の徴収方法としては日割計算による日別公事、月割計算による月別公事、名を単位とする名別公事、面積を単位とする段別公事、名田の面積に応じて公事負担を配分する均等名制、荘内を複数の番に編成して番頭を定め、番頭が交代で番衆を率いて公事負担をする番頭制、名体制の解体後に出現する当名主（本名主・名代・名本）に公事負担を請負わせる当名主制などが行われた。更に戦国時代には、公事専門に徴収するための公事田が設定される場合もあった。なお、夫役などの特定の公事の負担などを理由として雑公事が免除されている場合には、免田・免畠・免家・免在家と呼ばれていた。
これらの公事はかつての庸や調などの人身に対する賦課の延長上にあり、荘園や国衙領に居住する者が「名主百姓の役」である公事を負担することが平民百姓＝自由民としての義務と考えられていた（これに対して年貢・所当は田地への賦課である租の延長上に捉えられている）。反対に本来は脇在家・下人・所従など正規の住民としての権利を有しない者には公事負担の義務はなかった。だが、名体制が解体し始める室町時代以後になると、負担者と被負担者の区分が不明確となった結果、彼らに対しても公事が賦課されるようになり、また本来は人身の労働によって負担する筈の公事が在家別・反別など財力に応じた負担に移行するようになったほか、代銭納や公事銭と呼ばれる金銭を負担させることを目的とした賦課も広く行われるようになった。また、年貢を納める「年貢地」と公事を納める「公事地」に分けて賦課する方法も行われるようになったが、太閤検地によって公事の賦課の権限及び公事地の存在は否定され、年貢の米納を中心とした租税体系に移行することになった。

### 職能民の奉仕
12世紀末に鎌倉幕府が成立すると、武家の棟梁である将軍が独自の政治的権限と政務及年中行事の体系を「公事」（政務としての）として構築し、家臣である御家人に対して「公事」を賦課した。
御家人は将軍から守護・地頭などに任命されて所領を安堵され、平民百姓に対する公事の負担を免除されるなどの保護を受けており、その代償として御家人役と呼ばれる各種の公事を負担したのである（御恩と奉公）。御家人に対する公事は人的なものを除いては、政所を通じて金銭で徴収された。これを特に関東公事と呼ぶ。
同じ頃、天皇や院、寺社、摂関家などの他の権門に仕えていた神人・寄人・供御人などの非農業民である職能民に対して、本来在家として課される公事を免除される（免在家）とともにその代償としてそれぞれの職能に応じた奉仕を行い、これも「公事」と称した。後にこれは商人などの同一職能民によって編成された座に対する公事へと発展することになる。
室町幕府が成立すると、守護領国制が確立されていく過程で公家や寺社などの荘園領主は守護の軍事力に依拠しなければ年貢・公事の徴収が困難となり、反対に守護はその立場を利用して国内の荘園・公領に段銭などの形で独自の公事を賦課することで領国支配の強化と財政基盤の構築を図るようになった。
また、守護は室町幕府が諸国の守護に賦課した守護役も同じ様に国内の荘園・公領へと転嫁していったが、征夷大将軍であった足利義満が南北朝合一と太政大臣就任を果たして公武の最高権力を掌握すると、室町幕府（＝義満）から諸国に出された守護役は朝廷からの賦課と同様にみなされるようになり、「公事」「公方役」と称されるようになった。

### 現地における公事
一方、個々の荘園や公領を現地において経営している在地領主（預所や荘官、地頭ら）が荘園領主や国衙からの公事とは別個に必要に応じて独自の雑公事を賦課する場合があった。例えば、在地領主の家において行われる年中行事に必要な食物や供物、彼らの直営田である佃における耕作作業（田植・草刈・稲刈）などがそれにあたる。佃における作業は1軒あたり3日間が原則とされていた。また、こうした雑公事を負担した者に対しては在地領主が報酬として酒や御馳走を振舞うことが広く行われていた。
こうした雑公事を賦課していた在地領主は自らも荘園領主や国衙から賦課される公事の負担者でもあった。例えば、京上夫・鎌倉夫のように夫役として京都や鎌倉に出向いて領主らの下で奉仕を行った他、荘園領主や国衙が検注や勧農、年貢・公事収納のために派遣した使者や彼らの庇護を受けた客人が現地を通過する際には境界まで出向いて迎えて三日厨などの接待（供給）を行い、必要であれば迎夫・送夫などのお供となる者を付ける必要があった。こうした負担は在地領主自身が行うとともに、必要に応じて百姓達にも負担を求めた。
こうした在地領主の賦課に地域の百姓が公事の名目で負担の義務に応じることで地域の構成員・自由民としての権利が与えられるという図式は長く地域に根付き、荘園公領制や名体制が衰退して惣が編成されて町や村に自治的要素が登場すると、その町や村における行事に対しても百姓に対する公事の賦課が行われるようになった。だが、一方で公事に応じることによってそこの共同体（町や村）の構成員としての権利を保障される上での必要な義務として考えられるようになっていった。

## 訴訟としての公事

### 裁判そのものに関する公事
戦国時代以後、戦国大名が公儀として裁判を行うことを「公事」と称し、分国法にもこの語が登場する（『長宗我部元親百箇条』・『甲州法度之次第』）。また、江戸幕府勘定方において財政に関する「勝手方」に対して民政に関する部門を「公事方」と称し、公事方御定書と呼ばれる法典が編纂され、民事・刑事を問わない訴訟に関する規定が設けられるなど、裁判全体または訴訟手続を指す意味での「公事」の語も長く用いられ続けた。なお、江戸時代の裁判・訴訟においては、裁判・訴訟一般を指す「公事」と次節における民事訴訟を意味する「公事」の2種類が同時に用いられる場合も存在しており、注意を必要とする。
従来、上位者から下位者に対して共同体の一員としてまたは自由民としての権利保障のために課されていた公事という語が下位者から上位者に対する訴願に用いられた背景には、これまでは村や町などの共同体発生した揉め事は共同体（惣）内部の自治や掟・慣習に従って済ませる「内済」によって解決されることになっていたが、特別な場合に限って共同体外部に解決を委ね、裁判権を持つ公儀を認めるようになった当時の観念の反映と言われている。これは当時の町・村が高い自治意識を持って外部からの干渉を極力排除しようとした表れであったが、その一方で共同体の自治機能に基づく「内済」による解決の論理は、封建権力から見れば民衆間の揉め事は共同体内部で解決すべき問題であると捉え、支配者（公儀）は民衆に対する「恩恵」として訴願の権利を与える存在に過ぎず、なおかつ支配者の統治・命令の絶対性を前提とした前近代の日本（及び東アジア）社会においては、民衆が裁判を請求する権利を否定して支配者が民衆に法的保護を与える義務がないことを認める効果を与えていた。

### 民事訴訟に関する公事
江戸時代においては吟味筋と称した刑事事件に対して、出入筋と呼ばれる民事事件があり、出入筋に関する訴訟、すなわち民事訴訟を指して「公事」あるいは公事出入・出入物と称した。ただし、実際には内済・相対で解決される場合においても必要な手続を「公事出入」と称するため、注意を要する（この場合の公事とは前節における一般的な裁判・訴訟を意味する公事の語である）。公事には大きく分けて本公事（ほんくじ）と金公事（かねくじ）、仲間事の3つに分けることが出来、訴状が受理された後に審理にあたる奉行・代官がそのいずれにあたるかを判断した。本公事とは家督や土地、境界、姦通（現行犯を除く）、小作、奉公人関係など権利関係の争いを指し、金公事とは金利利息の付いた金銭貸借及び預金・質権訴訟を指した。仲間事は『公事方御定書』に「連判証文有之諸請負徳用割合請取候定・芝居木戸銭・無尽金」と定義されているように共同事業・無尽・芝居木戸銭・遊女揚代など仲間内部における利益分配を巡る訴訟を指した。もっともこの区別は幕府法によるもので、藩によって公事銘の区分や呼称に違いがあったし、幕府法においても時代とともに公事銘（事件類型）の移動（本公事⇔金公事）が生じた。なお、公事の訴訟は寺社奉行・町奉行・勘定奉行並び輩下の代官が行ったが、他奉行の支配地域や他領の者との訴訟、私領間の訴訟は江戸幕府評定所が行った。本公事は公益的要素も含むために原則的において幕府によって訴訟を受理されたが、金公事は必ずしも受理されるとは限らなかった。これは儒教的な封建社会において金利を伴う取引が卑しまれた事に加え、こうした取引は相互信頼に基づくものであり本来は内部で解決されるべき問題であると考えられたからである。そして、仲間事に至っては当事者間の強い信頼関係上に成立しかつ内容自体も収益性が強く反封建的・反道徳的なものであり、紛争が生じても仲間内の責任問題であるとして訴訟の受付は行われなかった。更に当時の日本の法思想では行政権と司法権の分離は行われておらず（例えば、町奉行は江戸の行政・司法の両方の権限を有する）、却って刑事事件である吟味筋の吟味を通じた治安の確保こそが行政行為の中核と捉えられていた。更に前述のように共同体の自治に基づく内済・相対による解決を良しとする伝統的な思想があり、民衆が訴えを起こす際には原告による訴状に名主の奥印が押されていること、他領にまたがる訴訟の場合には領主による添状（大名）・添簡（旗本）の添付がない場合には書類不備を理由に却下されるなど、訴状を受理されるまでに壁が存在していた。また、子が親を訴えることや従者が主人を訴えること自体が犯罪とみなされていた。更に奉行・代官も訴訟を受けても積極的な審理を行わずに、特に金公事に関しては町役人・村役人とともに訴人に対しては訴えの取り下げと内済・相対など当事者間の話し合いによって解決させる事（実際の訴訟に至らしめないこと）を基本方針としていた。従って、公事（特に金公事）の増加によって吟味筋の吟味が滞ることは重大な問題と捉えられ、町奉行所が金公事の受付そのものを拒否する相対済令などがしばしば出された。相対済令によって公事の訴権を奪われた人々は泣き寝入りする他無かった。更に、実際の訴訟手続において法手続きに通じた公事宿・公事師と呼ばれる仲介人なくしては、内済・相対の合意や裁判の遂行は不可能であった。公事宿は奉行所の公認を受けて公事（訴訟）のために遠方から来た者を宿泊させる施設で、公事師は公事（訴訟）や内済の手続代行などを行った非公認の業者である。だが、公事宿の経営者の中には公事師と同様の業務を行ったり、公事師の斡旋業を行ったりする者もおり、実態としては大きな違いはなかった。だが、そうした公事宿・公事師の中には悪質な者も存在しており、そうした公事宿・公事師に騙されて却って財産を失うケースも頻発して人々を苦しめた。
こうしたことが民衆に裁判・訴訟に対する不信感を植え付けるとともに、支配者の統治・命令の絶対性及び訴願そのものを「恩恵的行為」と捉える政治思想が、日本における「権利」意識や「法」観念の発達に深刻な影響を与えることとなる。また、こうした訴訟体制の不備が開国後に欧米列強から、欧米並みの私権の法的保護を受けられないとする証拠とされ、治外法権などの不平等条約を押し付けられる一因となった。